# Jamit
Jamit (hebrejsky: ימית, podle slova „Jam“ – „Moře“, anglicky: Yamit) byla izraelská osada, která byla centrem bloku osad Chevel Jamit nacházejících se na Sinajském poloostrově, jež byly vystěhovány v roce 1982 v rámci Egyptsko-izraelské mírové smlouvy.
Obec se nacházela v nadmořské výšce cca 20 metrů v severovýchodní části Sinajského poloostrova, cca 7 kilometrů od hranic Pásma Gazy, cca 105 kilometrů jihozápadně od centra Tel Avivu a cca 115 kilometrů jihozápadně od historického jádra Jeruzalému. Osada Jamit se nacházela v úzkém pobřežním pásu na severovýchodním okraji Sinajského poloostrova, kam přes hranici pásma Gazy přesahuje zástavba v aglomeraci města Rafáh.

## Výstavba osady
Osada Jamit stála na území, které obsadila izraelská armáda v roce 1967 během Šestidenní války. S myšlenkou postavit na severovýchodě Sinajského poloostrova velké město a přístav u Středozemního moře přišel tehdejší ministr obrany Moše Dajan. V lednu 1973 se ohlašuje, že do této oblasti mají během dvou měsíců přijít týmy geodetů, jejichž výzkum měl vyústit v projekt města, které by do roku 2000 dosáhlo 232 000 obyvatel. Náklady na jeho výstavbu se odhadovaly na 950 milionů amerických dolarů. Pracovní název velkoměsta zněl Pitchat Rafach. Dvě třetiny obyvatelstva měly žít v dvanáctipatrových výškových domech.
Dajan před izraelskými parlamentními volbami v roce 1973 prosazoval v straně Ma'arach, aby tento záměr přijala za součást svého programu. Strana ale nakonec výstavbu velkého města na Sinaji v nadcházejících volbách jednoznačně neslibovala. Výstavba města Jamit skutečně začala v roce 1973 a v roce 1975 byla osada rozšířena. Vize Moše Dajana se začala naplňovat, i když daleko skromnějším tempem (malé město místo velkoměsta a zatím bez plánovaného přístavu). V roce 1977 zde bydlelo 850 lidí (většinou rodiny izraelských vojáků). V roce 1977 se ve zprávě připravené pro americký senát odhaduje, že obec má 1000 obyvatel. Jiný pramen zde ovšem k roku 1977 uvádí přes 2000 obyvatel. Vedení obce plánovalo výhledově dosáhnout počtu obyvatel 20 000. V roce 1977 tu byl otevřen první supermarket. V okolí vyrostlo několik dalších menších osad, které utvořily blok Chevel Jamit.
V roce 1978 ovšem byla podepsána Egyptsko-izraelská mírová smlouva a její součástí bylo i postupné stažení izraelských vojáků i civilistů ze Sinajského poloostrova. Jamit měl v té době 1500 obyvatel, zhruba z poloviny sekulárních a z poloviny nábožensky orientovaných. Zástavba sestávala z rodinných vil i bytových domů. Po podpisu mírové smlouvy s Egyptem se ale z oblasti stáhli soukromí investoři. Například jedna firma, která zde chtěla postavit hotel za 400 000 amerických dolarů, zrušila své plány.

## Vyklizení osady
V roce 1982 byla osada Jamit vystěhována v rámci vyklízení posledního pásma Sinajského poloostrova a jeho návratu pod suverenitu Egypta. V té době zde stálo 600 domů. Datum evakuace bylo stanoveno na 23. dubna 1982 a za její průběh zodpovídal premiér Menachem Begin a ministr obrany Ariel Šaron. Vyklízení osady provázely potyčky mezi vojáky izraelské armády a místními osadníky, kteří odmítali odejít a které přijeli podpořit i další aktivisté. Někteří stoupenci nacionalistického rabína Meira Kahaneho zabarikádovaní v Jamit dokonce vyhrožovali, že raději spáchají sebevraždu. Nakonec ale nedošlo k vážnějším zraněním ani k obětem na životech. Část civilistů z Jamit navíc odešla již předem. Po vyklizení osady byla většina její zástavby zbořena.
Ještě počátkem 21. století byly trosky zbořeného města Jamit viditelné na okraji rozptýlené egyptské zástavby této oblasti.

## V literatuře
- Založení a následné vyklizení osady Jamit je jednou z částí děje románu Breaking News od německého spisovatele Franka Schätzinga.

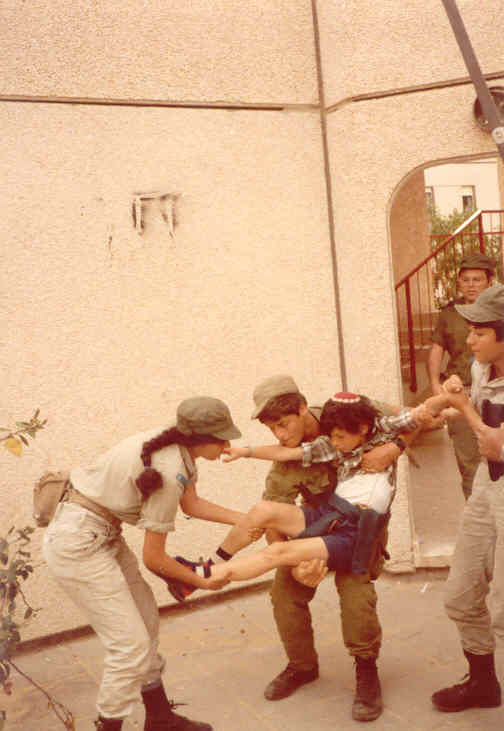
Potyčky mezi izraelskou armádou a obyvateli při vystěhovávání osady Jamit v roce 1982